# 레일라 요세포비치
레일라 요세포비치(폴란드어: Leila Josefowicz, 1977년 10월 20일 ~ )는 캐나다의 바이올린 연주자이다.
캐나다 온타리오에서 폴란드계 아버지와 잉글랜드계 어머니 사이에서 태어났다. 어렸을 때 캘리포니아주로 이사를 가서 3살 반 때 스즈키 교수법으로 바이올린을 배웠다. 다섯살 때 Idel Low, 여덟살 때 Robert Lipsett에게 바이올린을 배웠다. 13살때 필라델피아로 옮겨 커티스 음악원을 다녔다.
1994년에 카네기 홀에서 네빌 마리너와 세인트 마틴 인더 필즈 아카데미 실내 관현악단과의 차이콥스키 협주곡 협연으로 데뷔했다.